# Waldemar Atterdag
Waldemar IV Atterdag (Odnowiciel, Dojutrek) (ur. ok. 1320, zm. 24 października 1375 na zamku Gurre) – król Danii w latach 1340–1375, syn Krzysztofa II.
Gdy w 1340 r. władający Danią holsztyński hrabia Gerard III został zabity, skończyło się trwające od ośmiu lat w tym kraju bezkrólewie i na tron wstąpił Waldemar IV Atterdag. Młody, wykształcony król początkowo władał tylko północną Jutlandią, stopniowo jednak odzyskał resztę Jutlandii, Zelandię i inne tereny spustoszonego i podzielonego za panowania poprzedniego króla kraju; w 1361 ponownie zjednoczył Danię przyłączając do niej Skanię i Gotlandię. Doprowadziło to jednak do konfliktu z Ligą Hanzeatycką zakończonego w roku 1370 podpisaniem niekorzystnego dla Danii traktatu stralsundzkiego.
W 1346 r. Waldemar sprzedał zakonowi krzyżackiemu Estonię, która należała do Danii od 1219. Ruch ten wyniknął z chęci skoncentrowania sił na odbudowie królestwa i uniknięcia ewentualnego konfliktu z niebezpiecznym zakonem. Utrzymanie odległej prowincji byłoby zbyt kosztowne.
13 maja 1350 roku zawarł on w Łowiczu z królem Polski, Kazimierzem III Wielkim, sojusz antykrzyżacki.
Waldemar został pochowany w katedrze Akademii w Sorø. W momencie śmierci króla z jego sześciorga dzieci przy życiu pozostała tylko Małgorzata I.
W ludowych wierzeniach po swojej śmierci król Waldemar co noc poluje w lasach koło Gurre. O tym wierzeniu wspomina w swojej baśni pt. Błędne ognie są w mieście, powiedziała wiedźma Hans Christian Andersen.